# 작은귀땃쥐류
작은귀땃쥐류(Cryptotis)는 작은 귀를 가진 비교적 몸집이 작은 땃쥐류로 대부분 시력이 없으며, 꼬리가 짧다. 붉은이땃쥐아과에 속하며 20개의 이를 갖고 있다. 1992년 이후, 미국국립박물관의 닐 우드만(Neal Woodman)은 로버트 팀(Robert Timm)과 협력하여 이 땃쥐류에 대한 개정 작업을 진행해 왔다. 그리하여 현재, 종의 수가 12종에서 30여 종으로 증가했다. 대부분의 종은 주로 중앙아메리카에서 발견된다. 북아메리카꼬마땃쥐는 멕시코 북부 지역에서 발견되는 유일한 종이다.

## 하위 종
- 멕시코작은귀땃쥐 (Cryptotis mexicana)
- 넬슨작은귀땃쥐 (Cryptotis nelsoni)
- 회색멕시코작은귀땃쥐 (Cryptotis obscura)
- 필립작은귀땃쥐 (Cryptotis phillipsii)
- 중앙멕시코넓은발톱땃쥐 (Cryptotis alticola)
- 골드망넓은발톱땃쥐 (Cryptotis goldmani)
- 굿윈넓은발톱땃쥐 (Cryptotis goodwini)
- 과테말라넓은발톱땃쥐 (Cryptotis griseoventris)
- 강한팔작은귀땃쥐 (Cryptotis lacertosus)[3]
- 맘넓은발톱땃쥐 (Cryptotis mam)[3]
- 와하카넓은발톱땃쥐 (Cryptotis peregrina)
- 이스턴코르디예라작은발땃쥐 (Cryptotis brachyonyx)
- 콜롬비아작은귀땃쥐 (Cryptotis colombiana)
- 온두라스작은귀땃쥐 (Cryptotis hondurensis)
- 유카탄작은귀땃쥐 (Cryptotis mayensis)
- 다리엔작은귀땃쥐 (Cryptotis mera)
- 메리엄작은귀땃쥐 (Cryptotis merriami)
- 검은작은귀땃쥐 (Cryptotis nigrescens)
- 아로아작은귀땃쥐 (Cryptotis aroensis)
- 에콰도르작은귀땃쥐 (Cryptotis equatoris)
- 메데인작은귀땃쥐 (Cryptotis medellinia)
- 메리다작은귀땃쥐 (Cryptotis meridensis)
- 완더링작은귀땃쥐 (Cryptotis montivaga)
- 페루작은귀땃쥐 (Cryptotis peruviensis)
- 비늘발작은귀땃쥐 (Cryptotis squamipes)
- 타마작은귀땃쥐 (Cryptotis tamensis)
- 토마스작은귀땃쥐 (Cryptotis thomasi)
- 중앙아메리카꼬마땃쥐 (Cryptotis orophila)
- 북아메리카꼬마땃쥐 (Cryptotis parva)
- 열대작은귀땃쥐 (Cryptotis tropicalis)
- 엔더작은귀땃쥐 (Cryptotis endersi)
- 탈라만칸작은귀땃쥐 (Cryptotis gracilis)
- 큰멕시코작은귀땃쥐 (Cryptotis magna)